# Monroe megye (New York)
Monroe megye az Amerikai Egyesült Államokban, azon belül New York államban található. Megyeszékhelye és legnagyobb városa Rochester. Lakosainak száma 759 443 fő (2020. április 1.). Monroe megye Livingston, Orleans, Genesee, Ontario és Wayne megyékkel határos.

## Népesség
A megye népességének változása:
| Lakosok száma | 744 690 | 747 000 | 748 057 | 749 606 | 749 600 | 759 443 |
|               | 2010    | 2011    | 2012    | 2013    | 2015    | 2020    |